# Chiesa di Sant'Antonio di Padova (Peia)
La chiesa di Sant'Antonio di Padova è la parrocchiale di Peia, in provincia e diocesi di Bergamo; fa parte del vicariato di Gandino.

## Storia
Il 9 aprile 1429 venne posta con il benestare del vescovo Francesco Aregazzi la prima pietra della nuova chiesa di Peia; nel 1550 tale edificio fu oggetto di un ampliamento e il 2 maggio 1561 venne eretto a parrocchiale.
Nel 1575 l'arcivescovo di Milano Carlo Borromeo, compiendo la sua visita, annotò che nella chiesa erano collocati cinque altari e che lì avevano sede le scuole della Dottrina Cristiana e del Santissimo Sacramento e il pio consorzio della Misericordia, che a servizio della cura d'anime v'era il solo parroco e che i fedeli erano 1100. La consacrazione della chiesa fu impartita il 16 luglio 1613 dal vescovo di Bergamo Giovanni Emo.
Nel 1713 inizio una serie di lavori che, a più riprese, conferiscono alla struttura un nuovo aspetto e che in parte la rifecero; al loro termine, la chiesa venne consacrata il 25 aprile 1780 dal vescovo Giovanni Paolo Dolfin.
Nello Stato del clero del 1861 si legge che i fedeli ammontavano a 1072 e che la parrocchiale di Sant'Antonio aveva come filiali gli oratori di San Salvatore, di Santa Lucia Vergine e martire, di Sant'Elisabetta, della Madonna delle Grazie e Santa Liberata.
Tra il 1880 e il 1881 fu posato il nuovo pavimento e nel 1904 su disegno di Virginio Muzio vennero realizzate le due navatelle laterali.
Il 28 giugno 1971, con la soppressione del vicariato di Gandino al quale era aggregata la chiesa, quest'ultima passò alla zona pastorale II, salvo poi tornare alla situazione iniziale il 21 maggio 1979.
La facciata della struttura fu restaurata nel 2010.

## Descrizione

### Facciata
La facciata della chiesa, che guarda a ponente, è suddivisa in cinque porzioni da sei lesene caratterizzate da controlesene; nel registro inferiore si aprono il portale d'ingresso sovrastato da una lunetta entro la quale vi è un affresco e due nicchie ospitanti altrettante statue, mentre quello superiore, coronato dal timpano curvilineo sormontato da pinnacoli, presenta anch'esso due nicchie con delle statue, tra le quali si apre una finestra.

### Interno
L'interno della chiesa presenta un'aula di forma rettangolare sulla quale si affacciano le cappelle laterali, le quali presentano dei passaggi che le collegano in modo da formare delle navatelle; a concludere la navata è il presbiterio rialzato di sette gradini e chiuso dall'abside.
Opere di pregio qui conservate sono la seicentesca pala raffigurante la Santissima Trinità assieme a dei santi, eseguita da Gian Paolo Cavagna, la Crocifissione, realizzata nel 1612 da Gian Giacomo Pandolfi, la tela della Beata Vergine del Rosario, eseguita da Giambettino Cignaroli nel 1729, l'antica con soggetto l'Estasi di Sant'Antonio di Padova, opera del 1921 di Ponziano Loverini, e dipinti di Giovanni Cavalleri, e Compianto di Cristo opera di Francesco Zucco firmata e datata 1626, anno prima della sua morte, si considera che sia uno dei suoi ultimi lavori. La tela è ospitata nell'altare di sinistra, e proviene dall'antico oratorio di Santa Elisabetta. Il dipinto presenta assonanza con l'opera di Enea Salmeggia a medesimo soggetto presente nel coro del santuario mariano albinese .